# Parafia Świętych Apostołów Piotra i Pawła w Archangielsku
Parafia Świętych Apostołów Piotra i Pawła w Archangielsku – rzymskokatolicka parafia znajdująca się w archidiecezji Matki Bożej w Moskwie, w Dekanacie Centralnym. Opieką duszpasterską parafii zajmują się misjonarze werbiści.